# Cabera rufofasciaria
Cabera rufofasciaria là một loài bướm đêm trong họ Geometridae.